# Koshi-guruma

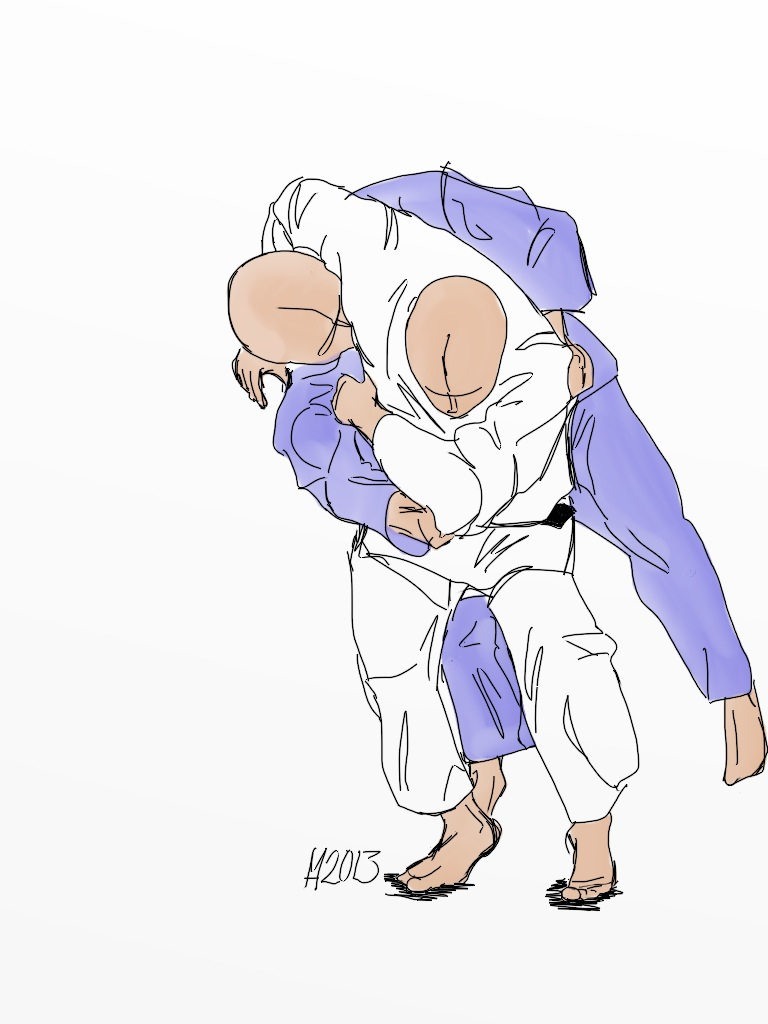
Illustratie van de uitvoering van koshi-guruma

Koshi-guruma (Japans: 腰車, heup-rad) is een van de 40 oorspronkelijke worpen van judo ontworpen door Jigoro Kano. Ze behoort ook tot de 67 huidige worpen van het Kodokan judo. 
Deze werptechniek valt onder de heupworpen of koshi-waza.

## Uitvoering
Hieronder wordt de rechtshandige uitvoering beschreven
- Tori trekt uke uit evenwicht.
- Tori plaatst de rechterarm rond de nek van uke en plaatst zijn rechterheup voor de rechterheup van uke
- Tori buigt vooruit en heft zo uke lichtjes van de grond
- Simultaan maakt tori een draaiende beweging met het bovenlichaam en werpt uke, waarbij zijn rechterbeen het vooruitkomende rechterbeen van uke blokkeert (of zelfs veegt).

Deze worp lijkt op O-goshi, met dat verschil dat tori bij o-goshi de arm op de rug van uke plaatst i.p.v. in de nek.